# Puerta de Alcalá

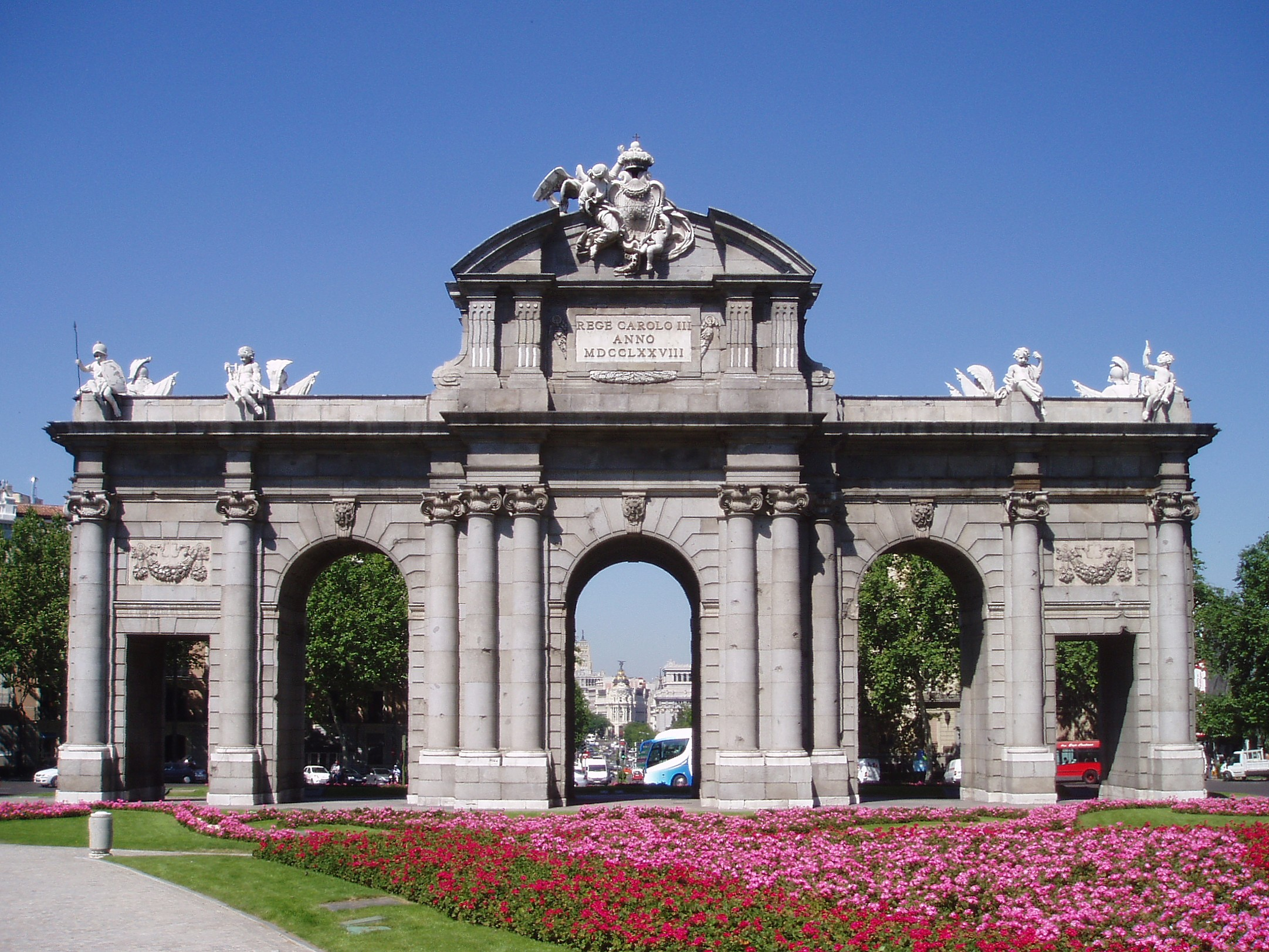
Puerta de Alcalá (östra sidan)

Puerta de Alcalá är ett av de mest betydande monumenten (triumfbåge) i Madrid (Spanien) tillsammans med Cibelesfontänen. Den beställdes av kungen Karl III och är ett verk av arkitekten Francesco Sabatini. Den är placerad på Plaza de la Independencia, i korsningen mellan gatorna Alcalá, Alfonso XII, Serrano och Salustiano Olózaga och intill Puerta de España, huvudentrén till Retiroparken. På samma sätt som gatan den befinner sig på, har triumfbågen fått sitt namn av att den befinner sig på den väg som leder till Alcalá de Henares.

## Den första portalen
Före den nuvarande fanns det tidigare en annan Puerta de Alcalá. Den var konstruerad av tegel och var placerad något mer åt väster, i höjd med den nuvarande gatan calle de Alfonso XI. Den byggdes 1599 inför ankomsten av Margareta av Österrike, maka till Filip III av Spanien, till Madrid.
Portalen hade en central båge och två mindre sidobågar. Över den mittersta fanns ytterligare en liten båge, på vilken det fanns en stenstaty av Nuestra Señora de las Mercedes. Över sidobågarna fanns statyer av San Pedro Nolasco och den heliga Mariana de Jesús. Portalen revs 1764 då calle de Alcalá breddades för att ge plats åt det som nu är Retiroparken, vilket då hörde till Palacio del Buen Retiro.
Portalen, som tjänade som ingång till staden längs den kungliga leden från Aragón och Cataluña, var en av de fem viktigaste portarna i ringmuren som omgav staden, tillsammans med Toledo, Segovia, Bilbao och Atocha.

## Nuvarande portal

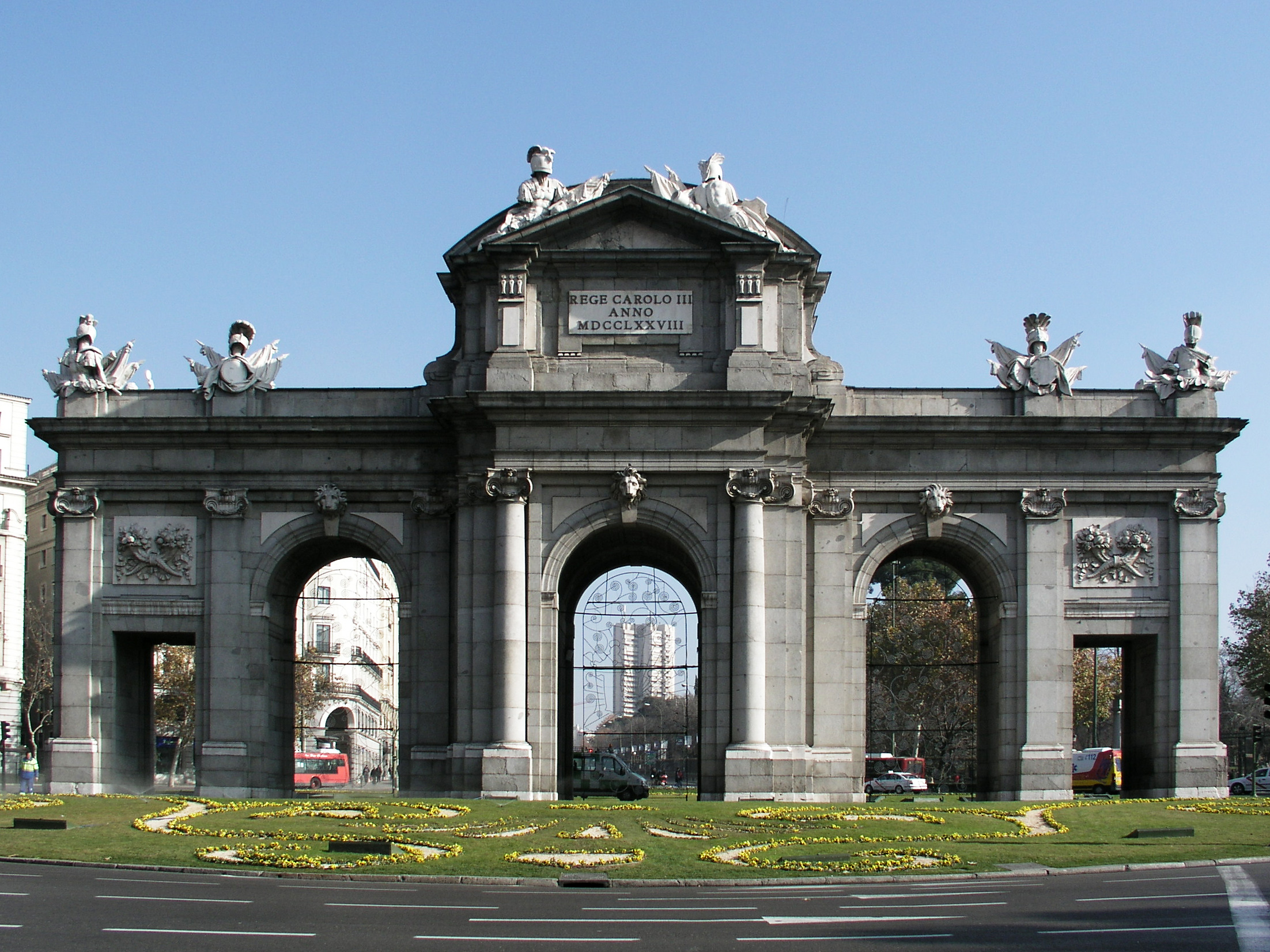
Puerta de Alcalá (västra sidan)

Efter sitt intåg i Madrid, den 9 december 1759, genom den gamla portalen, som inte utföll till konungens belåtenhet, beslöt Karl III att riva den gamla och konstruera en ny, ett projekt som han skrev in bland sina planer att förbättra staden. Den blev till den viktigaste ingången till staden och ett av de mest representativa monumenten från hans regerande, en central punkt för de reformer som genomfördes i hela den östra delen av staden: Jardín Botánico, Paseo del Prado, fontänerna Cibeles och Neptuno, etc.

## Detaljer
Västra sidan:

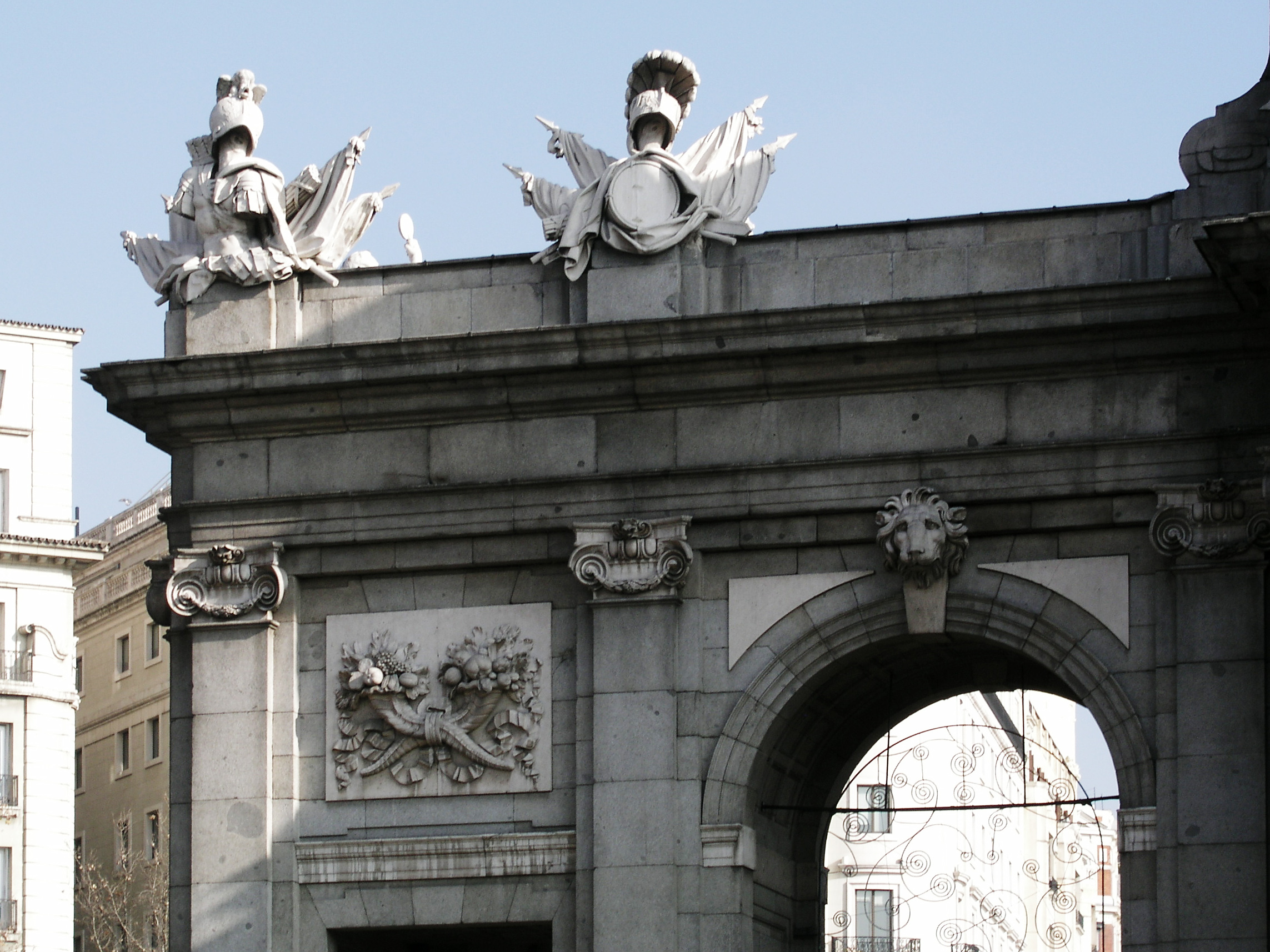
Figurer i nordvästra hörnet
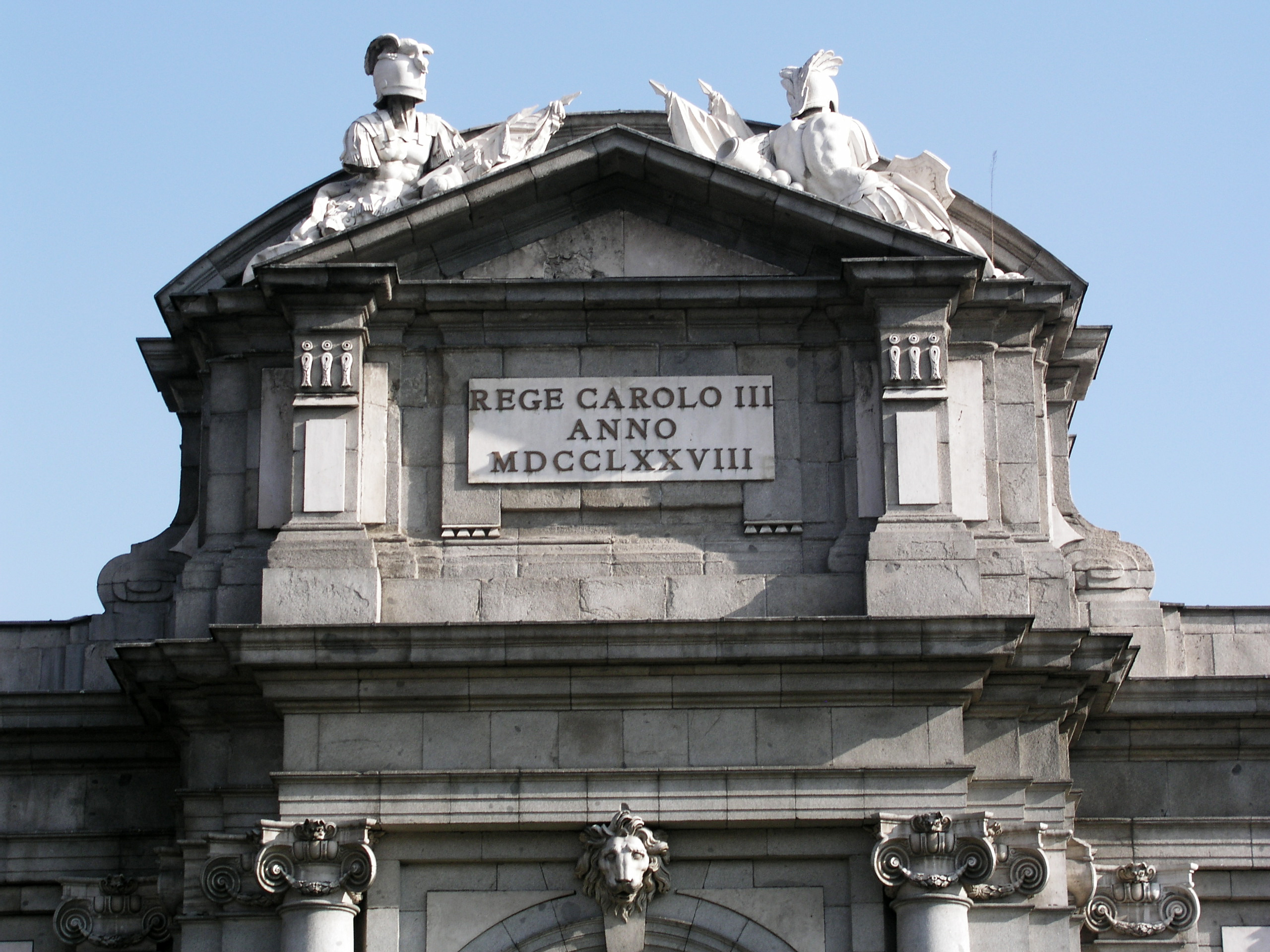
Inskription
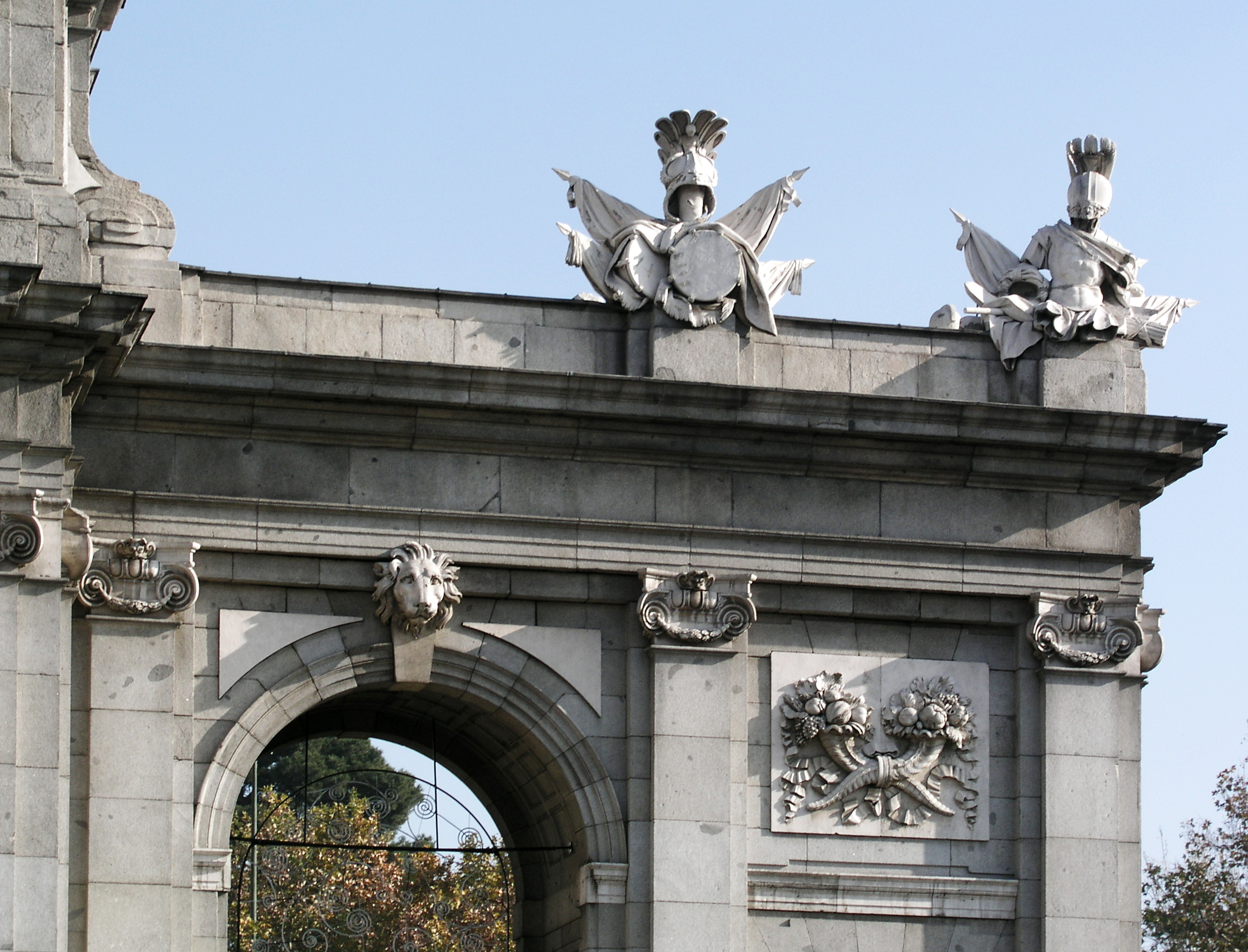
Figurer i sydvästra hörnet

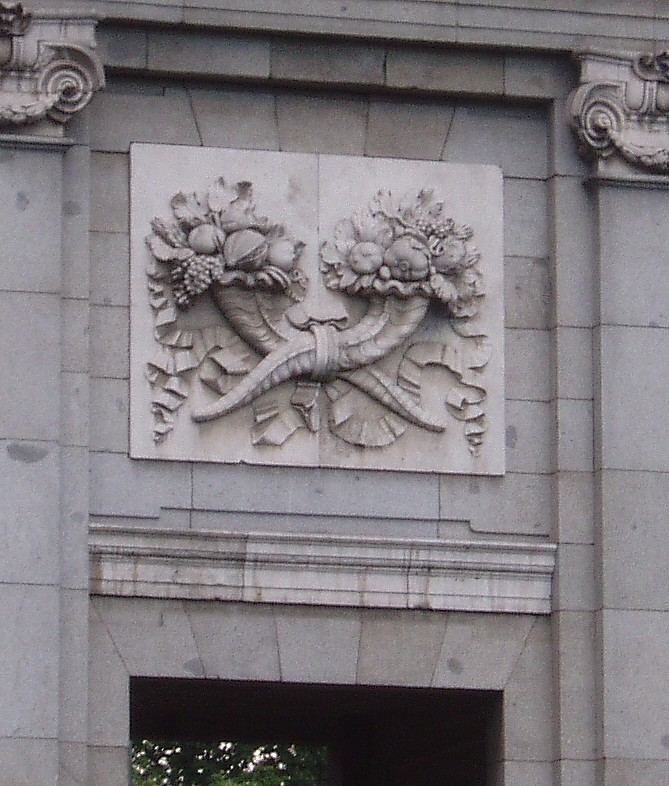
Ett par ymnighetshorn
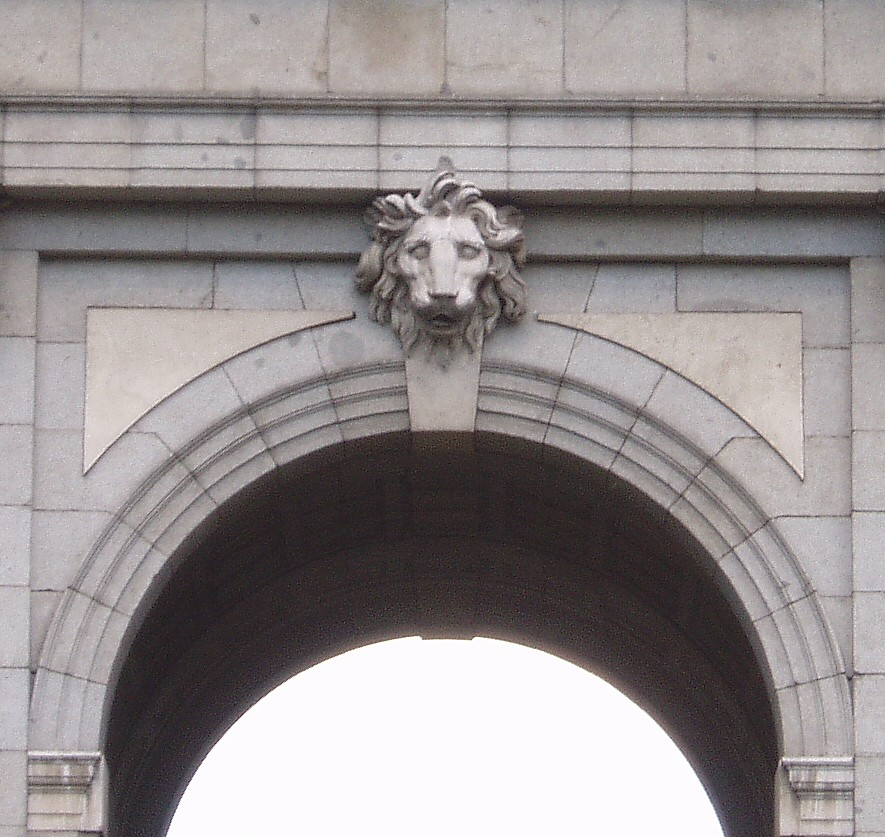
Slutsten i form av ett lejon

Östra sidan:

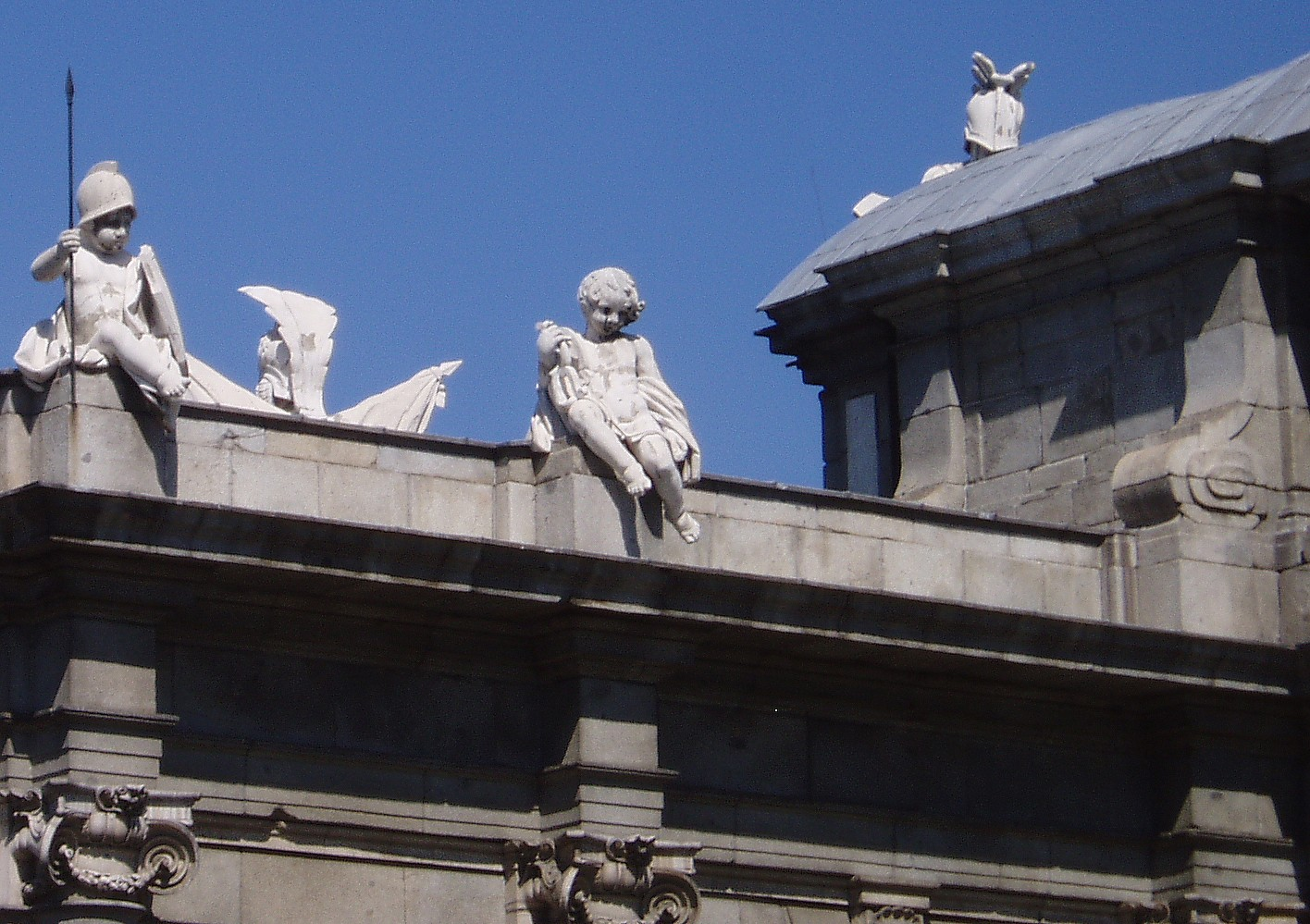
Barnskulpturer i sydöstra hörnet
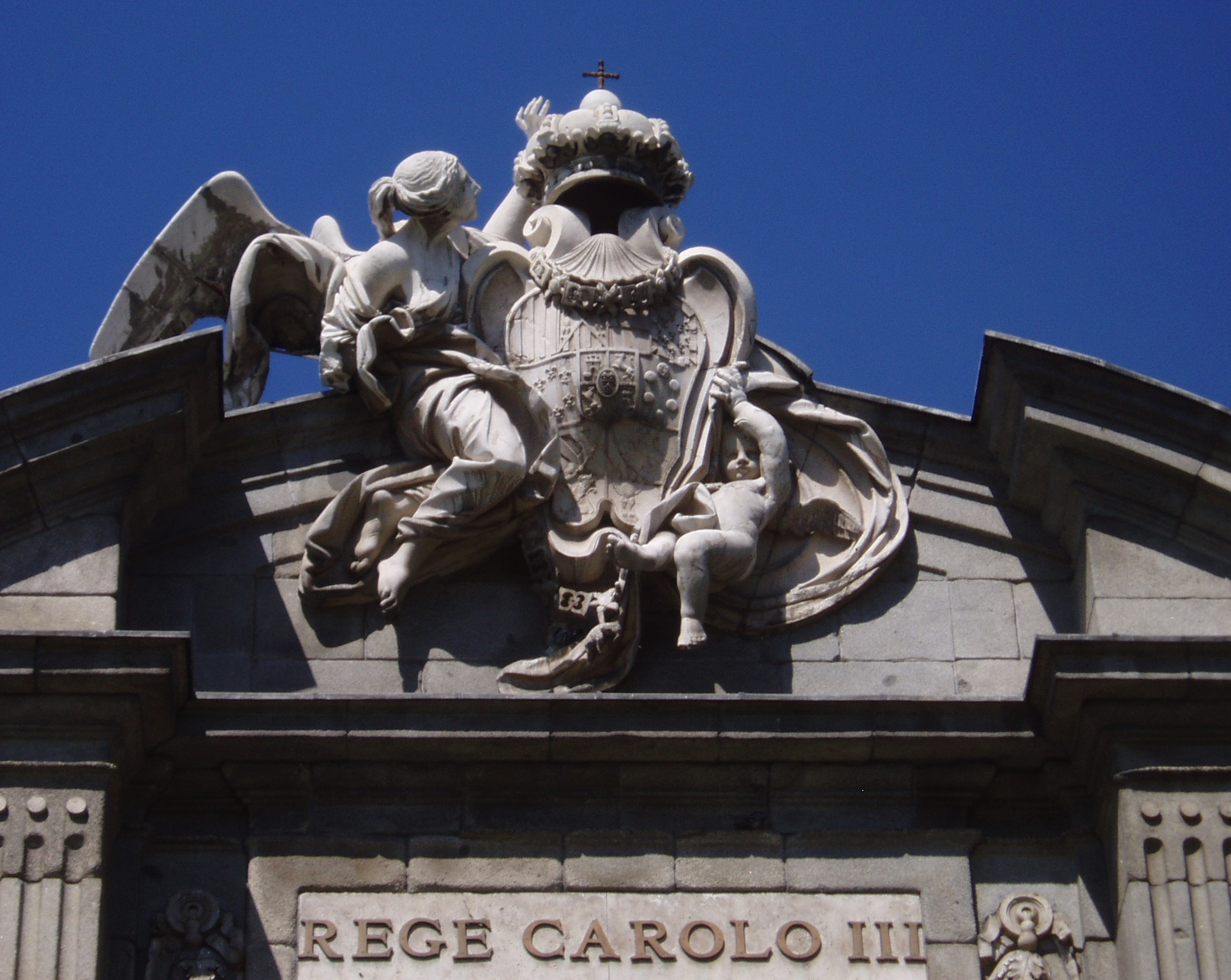
Vapensköld
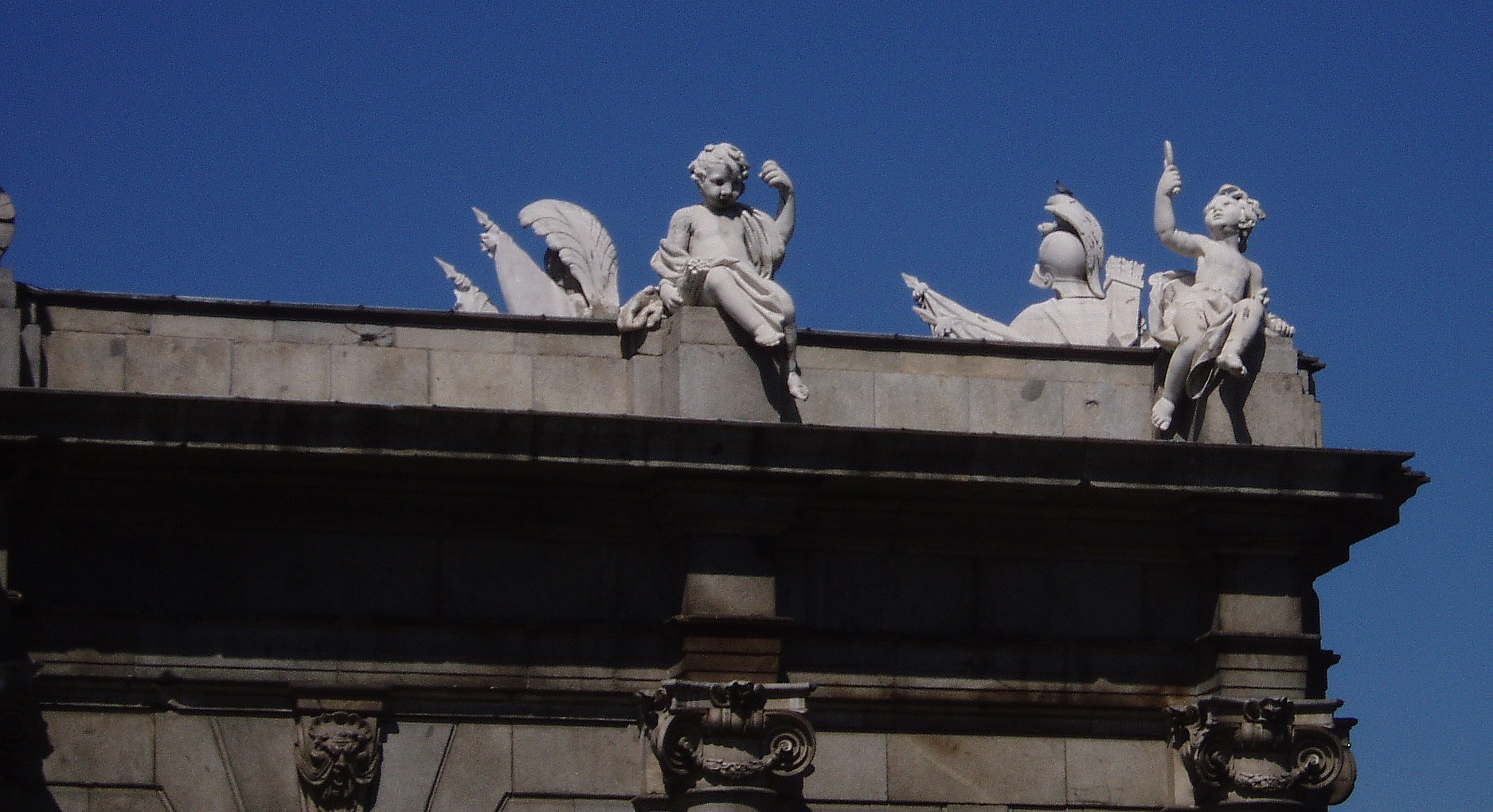
Barnskulpturer i nordöstra hörnet

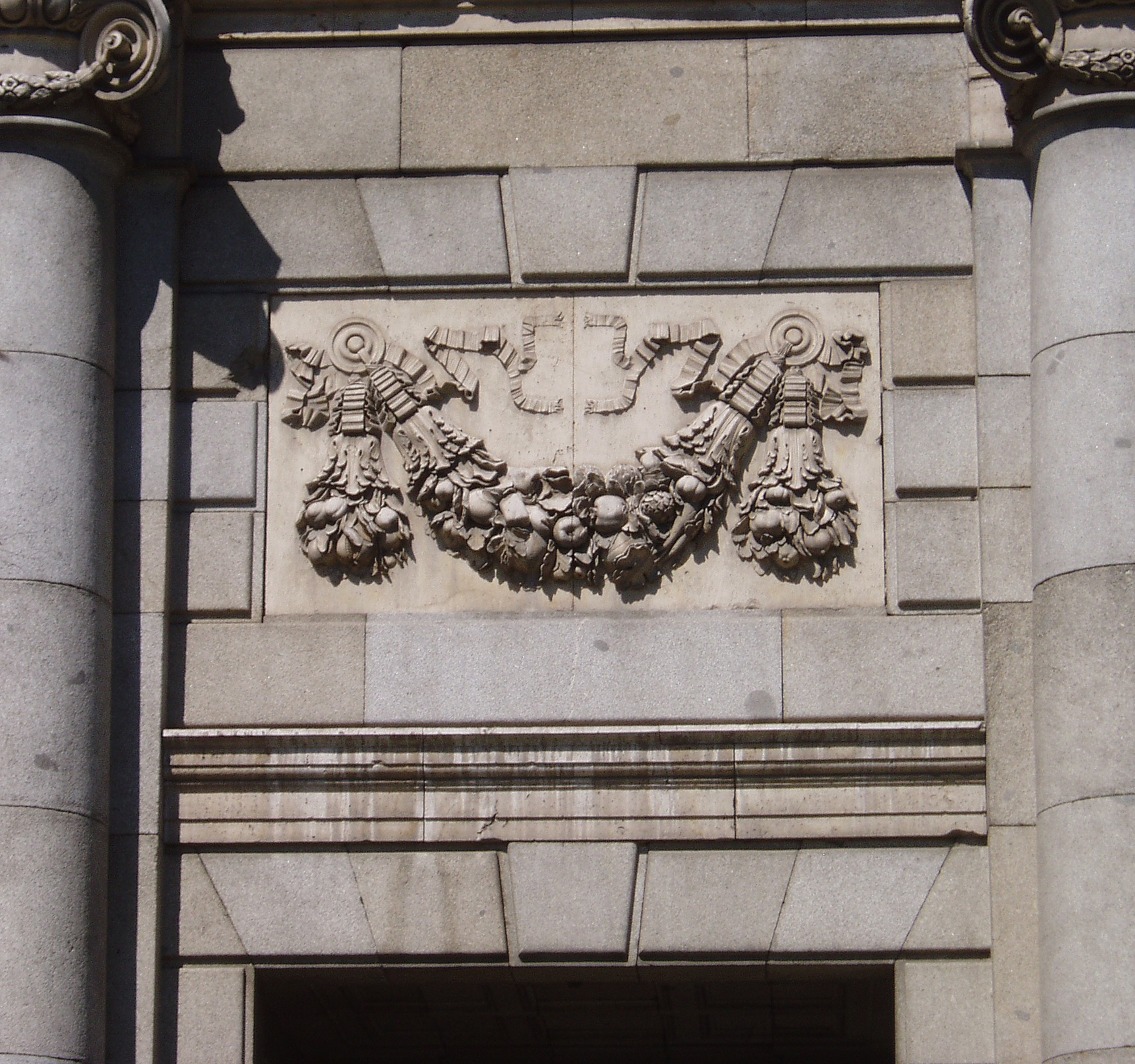
Ett par ymnighetshorn
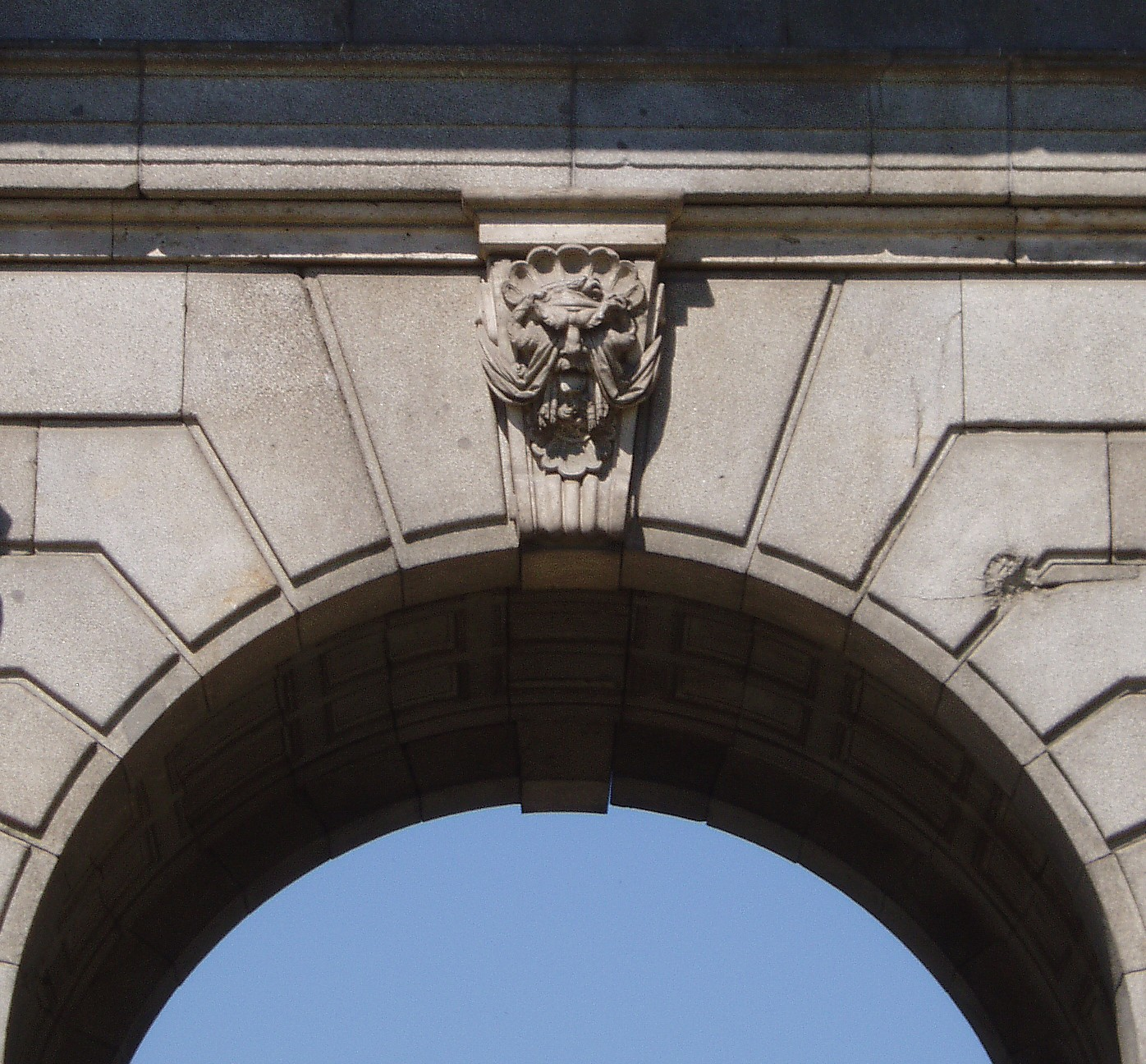
Slutsten med skulptur
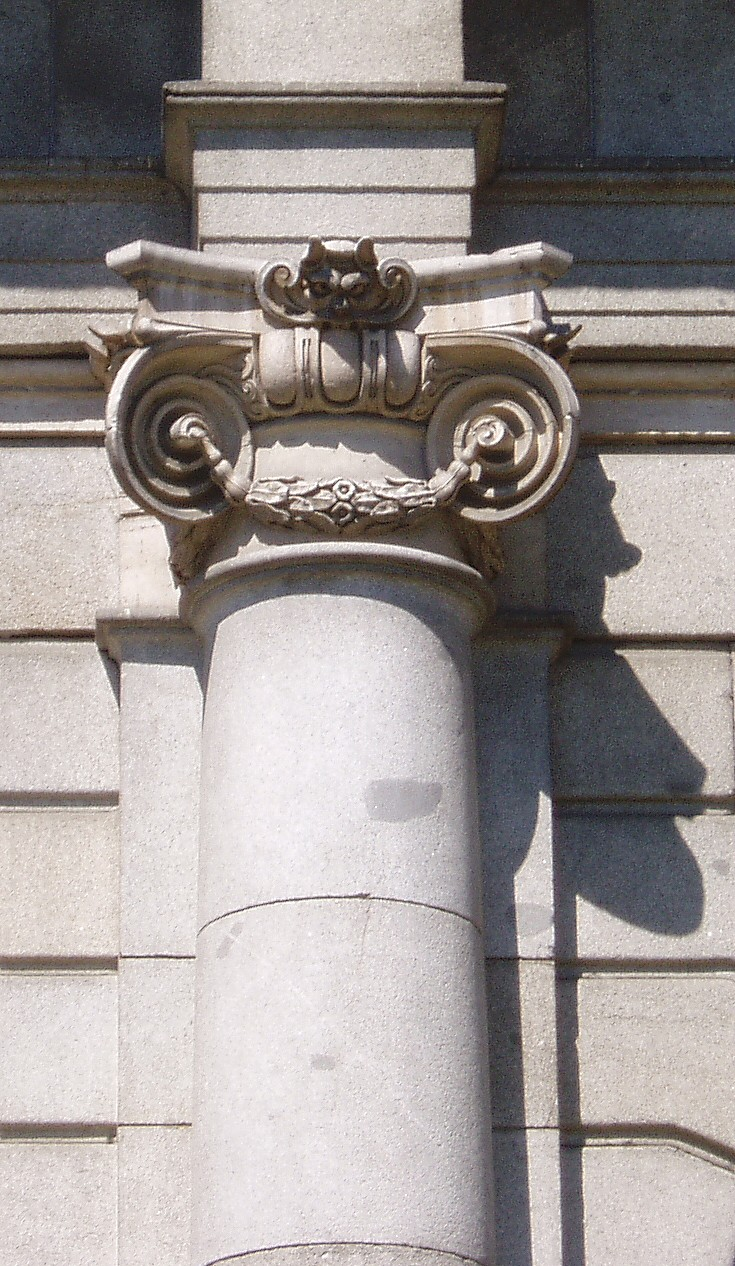
Kapitäl